# 藤代宿

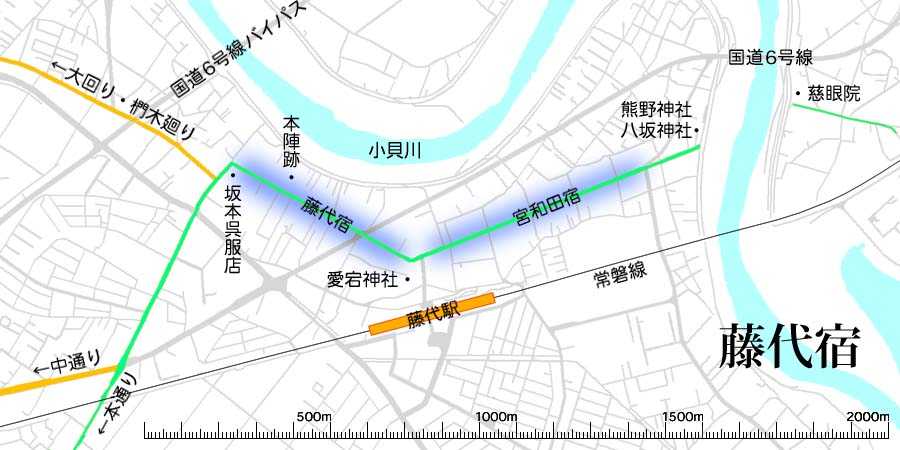
藤代宿の現代地図に旧水戸街道の道筋を重ねた地図。

藤代宿（ふじしろしゅく）は、水戸街道千住宿から6つ目の宿場町。現在の茨城県取手市藤代・片町付近。

## 概要
藤代宿が水戸街道の宿場町に指定されたのは、天和年間から貞享年間にかけての時期（1681年～1688年）であり、それ以前は我孫子宿から利根川（当時鬼怒川）右岸を下流に向かい、布佐で渡河して龍ヶ崎を経由し、若柴宿付近で合流するという流れであった。そのため、藤代宿が正規の宿場町に指定されたのは、水戸街道の他宿場町より、多少遅れている。
藤代宿は、宿場町としてはひとまとめで扱われることが多いものの、内部では江戸側（藤代庁舎側）の藤代宿と水戸側（藤代駅側）の宮和田宿に分かれていた。本陣などの宿場町としての役務も持ち回りとなっていた。藤代宿側の本陣は、現在の藤代中央公民館となっている場所にあり、名主は飯田家が代々務めた。戦中も被災せずに残っていたが、1950年2月に昭和の町村合併で誕生した旧北相馬郡藤代町の庁舎建設のため取り壊された。その後、この地に本陣があったことを記した看板が本陣の玄関前にあった百日紅の木と共に設置された。
なお宮和田宿にも本陣が置かれていたが、記録が残されておらず詳細は不明。

## 周辺
- 坂本呉服店 - 住井すゑが牛久から通ったという古い呉服店。
- 愛宕神社 - 愛宕神社系列の神社。
- 八坂神社・熊野神社 - 小貝川河畔の神社で、このあたりに渡船場があった。

## 隣の宿
取手宿 - 藤代宿 - 若柴宿
- 取手宿 - 藤代宿は一里三十町（約7キロ）。大廻りを通ると10キロ余り。
- 藤代宿 - 若柴宿は一里（約4キロ）。
間には、小貝川と牛久沼の低湿地が広がっていた。現在はこの区間に常磐線の龍ケ崎市駅が設けられており市街地を形成している。また、間には龍ヶ崎を経由して成田に向う街道筋の追分があったが、このルートは江戸時代初期の水戸街道古道でもある。